# Gudiyatham
Gudiyatham (Tamil: குடியாத்தம் Kuṭiyāttam [ˈɡuɖijaːt̪ːʌm], auch Gudiyattam) ist eine Stadt im Distrikt Vellore des indischen Bundesstaats Tamil Nadu. Gudiyatham ist Hauptort des Taluks Gudiyatham. Die Einwohnerzahl beträgt rund 92.000 (Volkszählung 2011).
Gudiyatham liegt unweit der Grenze zum Nachbarbundesstaat Andhra Pradesh im Norden Tamil Nadus rund 30 Kilometer westlich der Distrikthauptstadt Vellore und 170 Kilometer westlich von Chennai (Madras). Der Fluss Goundanya fließt durch Gudiyatham und mündet nach einigen Kilometern im Palar. Nordwestlich der Stadt befinden sich an der Grenze zu Andhra Pradesh dicht bewaldete Ausläufer der Ostghats.
Durch Gudiyatham führt die nationale Fernstraße NH 234 von Mangalore nach Viluppuram. Fünf Kilometer südöstlich der Stadt befindet sich an der Eisenbahnstrecke Chennai–Jolarpettai der Bahnhof Gudiyatham.
82 Prozent der Einwohner Gudiyathams sind Hindus, 17 Prozent Muslime und 1 Prozent Christen. Die Hauptsprache ist, wie in ganz Tamil Nadu, das Tamil, das von 75 Prozent der Bevölkerung als Muttersprache gesprochen wird. 14 Prozent sprechen Urdu und 10 Prozent Telugu.